# Slag bij Cove Mountain
De Slag bij Cove Mountain vond plaats op 10 mei 1864 in Wythe County Virginia tijdens de Amerikaanse Burgeroorlog.
De Noordelijke brigade onder leiding van brigadegeneraal William W. Averell botste op de Zuidelijke brigade van brigadegeneraal William E. "Grumble" Jones. Averell viel de Zuidelijke stellingen aan evenwel zonder succes. De Zuidelijken ontvingen versterkingen van brigadgeneraal John Hunt Morgan en voerden een tegenaanval uit. Hierbij werden de Noordelijke verjaagd. De volgende dag keerde Averell terug naar West Virginia.